# 米爾內 (里夫內區)
50°56′23″N 26°32′38″E / 50.93972°N 26.54389°E
米爾內（烏克蘭語：Мирне）是位於烏克蘭西北部的村莊，由羅夫諾州里夫內區的小柳巴沙市鎮負責管轄。該村始建於1629年，面積2.97平方公里，海拔高度187米，2001年人口1,423，人口密度每平方公里479.1人。